# 여수지방해양수산청
여수지방해양수산청(麗水地方海洋水産廳, Yeosu Regional of Oceans and Fisheries)은 대한민국 해양수산부의 소속기관이다. 2015년 1월 6일 발족하였으며, 전라남도 여수시 여서1로 107에 위치하고 있다. 청장은 고위공무원단 나등급에 속하는 일반직공무원으로 보한다.

## 직무
- 해상운송사업, 선박 등록 및 검사
- 선원근로감독 등 선원 관련 업무
- 항만 운영 및 연안역 관리
- 전산기기 운영·관리와 전산업무 개발
- 항만건설공사, 항만재개발 및 항만시설 유지·보수
- 어항의 건설 및 관리
- 항로표지시설 설치·유지 및 보수
- 공유수면 관리·매립 및 연안 관리
- 해양환경보전
- 어업경영체의 등록 및 관리
- 자율관리어업공동체 지도에 관한 사항

## 연혁
- 1923년 6월 1일: 여수항개항.
- 1946년 3월 1일: 미군정청 운수부 여수항무서.
- 1949년 2월 1일: 교통부 여수해사국.
- 1955년 12월 12일: 해무청 소속으로 여수지방해무청 설치. 소속기관으로 녹동출장소 설치.
- 1961년 10월 2일: 교통부 소속 여수지방해운국으로 개편. 녹동출장소 폐지.
- 1976년 3월 13일: 항만청 소속 여수지방항만관리청으로 개편.
- 1977년 3월 16일: 삼일출장소 설치.
- 1977년 12월 16일: 해운항만청 소속 여수지방해운항만청으로 개편.
- 1987년 9월 1일: 삼일출장소를 여천출장소로 개편하고 광양출장소를 설치.
- 1994년 4월 30일: 여수항건설사무소 설치.
- 1996년 8월 8일: 해양수산부 소속으로 변경.
- 1997년 5월 24일: 여수지방해양수산청으로 개편.
- 2004년 2월 2일: 출장소를 해양수산사무소로 개편. 장흥·고흥해양수산사무소 설치.
- 2008년 2월 29일: 국토해양부 소속 여수지방해양항만청으로 개편. 장흥·고흥해양수산사무소와 여수항건설사무소 폐지. 해양수산사무소를 해양사무소로 개편.
- 2013년 3월 23일: 해양수산부 소속으로 변경.
- 2015년 1월 6일: 여수지방해양수산청으로 개편. 해양사무소를 해양수산사무소로 개편.

## 관할구역
- 전라남도 여수시·순천시·광양시·고흥군·보성군·구례군·곡성군·장흥군

## 조직

### 청장
- 운영지원과[1]
- 선원해사안전과[2]
- 항만물류과[2]
- 해양수산환경과[2]
- 항만건설과[2]
- 항로표지과[2]
- 어항건설과[2]

## 소속기관

### 여천해양수산사무소
여천해양수산사무소(麗川海洋水産事務所)는 광양항의 인·허가 등 물류수송의 체계적 관리를 위해 설립된 대한민국 해양수산부 여수지방해양항만청 소속기관으로 여천해양사무소장(5급)은 행정사무관·해양수산사무관·공업사무관 또는 방송통신사무관으로 보한다. 전라남도 여수시 봉계동 726-74에 위치하고 있다.

#### 연혁
- 1987년 1월 16일 해운항만청 여수지방해운항만청 여천출장소
- 1998년 2월 28일 해양수산부 여수지방해양수산청 여천출장소
- 2004년 2월 2일 해양수산부 여수지방해양수산청 여천해양수산사무소로 승격
- 2008년 2월 29일 국토해양부 여천해양사무소
- 2013년 3월 23일 해양수산부 여천해양사무소

#### 관할 구역
- 광양항 (광양시는 제외한다)

#### 조직
- 여천해양사무소장
  - 관리계
  - 운영계

### 광양해양수산사무소
광양해양사무소(光陽海洋事務所)는 광양항의 인·허가 등 물류수송의 체계적 관리를 위해 설립된 대한민국 해양수산부 여수지방해양항만청 소속기관으로 광양해양사무소장(5급)은 행정사무관·해양수산사무관·공업사무관 또는 방송통신사무관으로 보한다. 전라남도 광양시 황길동 1390번지 월드마린센터 4층에 위치하고 있다.

#### 연혁
- 1987년 9월 1일 해운항만청 여수지방해운항만청 광양출장소
- 1996년 8월 8일 해양수산부 여수지방해운항만청 광양출장소
- 1997년 5월 24일 해양수산부 여수지방해양수산청 광양출장소
- 2004년 2월 2일 해양수산부 여수지방해양수산청 광양해양사무소
- 2007년 7월 5일 월드마린센터로 청사 이전[4]
- 2008년 2월 29일 국토해양부 여수지방해양항만청 광양해양사무소
- 2013년 3월 23일 해양수산부 여수지방해양항만청 광양해양사무소

#### 관할 구역
- 광양시
- 순천시

#### 주요 업무
- 항만시설 관리,운영, 항만시설사용허가
- 국유재산사용 허가, 공유수면 사용관리
- 선박입출항업무, 예·도선 업무
- 위험물관련업무, 항만보안업무
- 수입업무

#### 조직
- 광양해양사무소장
  - 서무
  - 관리운영 담당

#### 보유 선박
- 푸르미 3호

## 사건·사고 및 논란

### 폐쇄 논란
2012년 7월 여수광양항만공사 설립이 확정됨에 따라 여천해양사무소가 폐지될 것으로 알려지자, 여수산단공동발전협의회, 여수지역발전협의회, 여수지역사회연구소, 여수시민협 등 5개 단체가 여수해양항만청 산하 여천과 광양 등 2곳 해양사무소를 그대로 존치해 달라는 건의문을 행정안전부와 김성곤, 주승용 등 지역국회의원에게 보냈다. 이들 단체는 “여수·광양항만의 특수성이나 위험성에 비추어 볼 때 안전에 관한 조직과 인력을 확충하여야 하는 현실임에도 불구하고 오히려 늘어나는 업무량에 비해 인력 대책은 전무한 실정이고, 여천해양사무소가 폐쇄되면 그동안 일괄처리돼 편리했던 여수국가산업단지 기업들의 민원업무가 여수광양항만공사와 여수해양항만청 등 2곳으로 이원화돼 큰 불편이 따른다”고 존치를 주장했다.

## 같이 보기
- 남해해양경비안전본부
  - 여수항해상교통관제센터
  - 여수연안해상교통관제센터